# Skijöring

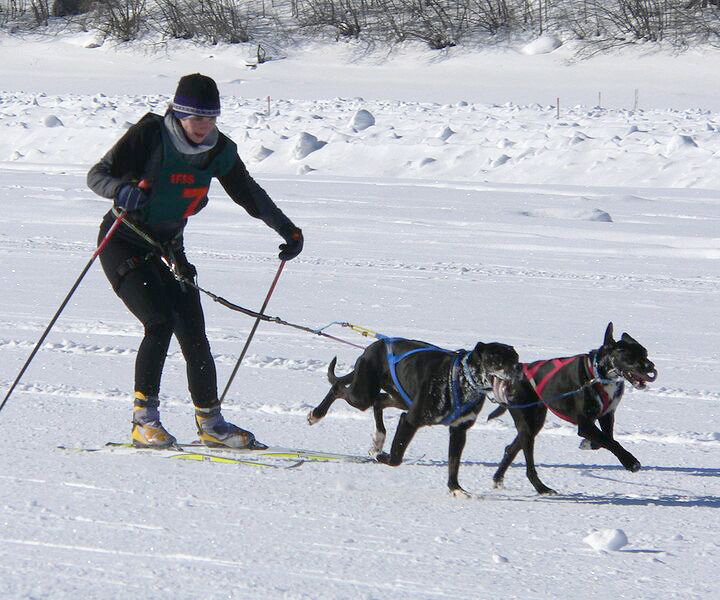
Esempio di skijöring con due cani

Lo skijöring o skikjöring (in norvegese propriamente skikjøring, "guida con gli sci") è uno sport invernale in cui una persona con gli sci viene tirata da un cavallo, da uno o più cani o da un veicolo a motore.

## Skijöring con i cani
In questa versione dello skijöring il fondista è assistito da uno o più cani, generalmente tre. Il fondista fornisce la potenza con gli sci e i bastoncini, mentre il cane aggiunge ulteriore potenza, tirando. Lo sciatore indossa una particolare imbragatura da skijöring, mentre il cane indossa una cintura da cane da slitta, collegate da una corda. Non vi sono redini o altri dispositivi per il controllo del cane, animale che deve essere motivato dal suo desiderio di correre, e a rispondere alla voce del proprietario per seguirne la direzione.
Lo skijöring si adatta a molte razze di cani. Cani di piccola taglia, che pesano meno di 35 chili, si vedono raramente nello skijöring, perché non sono di grande aiuto per lo sciatore, sebbene qualsiasi cane possa partecipare. Cani atletici come pointer, setter e razze da pastore praticano bene lo skijoring, così come le razze del nord, come il Siberian e l'Alaskan husky, il Malamute, il Samoiedo e cani Inuit; tuttavia, un cane energico è in grado di effettuare al meglio questo sport. Golden retriever, Schnauzer gigante, Labs, e molti incroci sono visti a stretto contatto. Altre razze che funzionano bene sono il Bull Terrier americano, Terrier, cani Staffordshire bull americani, e mastini.
Lo sport praticato è sia ricreativo sia competitivo, così come per corse a breve o a lunga distanza. Una delle gare più lunghe è la Kelevala in Russia, dove si affronta una distanza di 440 chilometri. Altra gara è la Road Runner 100 che si tiene a Whitehorse in Canada.

## Skijöring con i cavalli

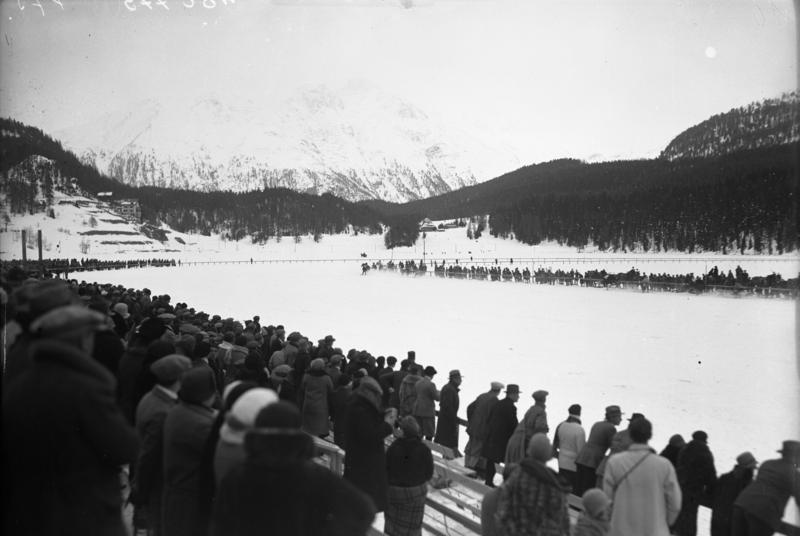
Lo skijöring, con gli sci dietro ai cavalli, fu uno sport dimostrativo alle olimpiadi di Sankt Moritz nel 1928

Lo skijöring equestre prevede l'utilizzo di un solo cavallo, in genere guidato da un pilota. Il cavallo tira una persona, priva di paletti; semplicemente si fissa su una fune di traino in un modo analogo allo sci nautico. In Francia esistono gare che coinvolgono un cavallo senza cavaliere guidato dallo sciatore. In tutti i casi, i cavalli devono essere addestrati ad accettare la presenza di corde e di uno sciatore dietro di loro e di mantenere la calma in condizioni di gara.
Lo skijöring dietro un cavallo pare abbia avuto origine come metodo per i viaggi invernali, ma oggi è soprattutto uno sport competitivo. Lo skijöring con i cavalli, fu uno sport dimostrativo alle olimpiadi di Sankt Moritz nel 1928.
In Nord America, la Skijöring North American Association propone competizioni in cui un cavaliere guida il cavallo mentre lo sciatore percorre una serie di salti e ostacoli. Competizioni più informali si svolgono su un terreno pianeggiante su brevi distanze, spesso come semplici gare di velocità su un rettilineo, a volte con giri su di un percorso. I concorrenti usano spesso sci corti e modificano gli sci d'acqua in attrezzature da rimorchio, anche se spesso si tratta di una semplice singola corda da traino con un occhiello attorno al corno o fissato sul retro di una sella occidentale. Gara importante è quella che si tiene a Leadville in Colorado (USA).

## Skijöring motorizzato

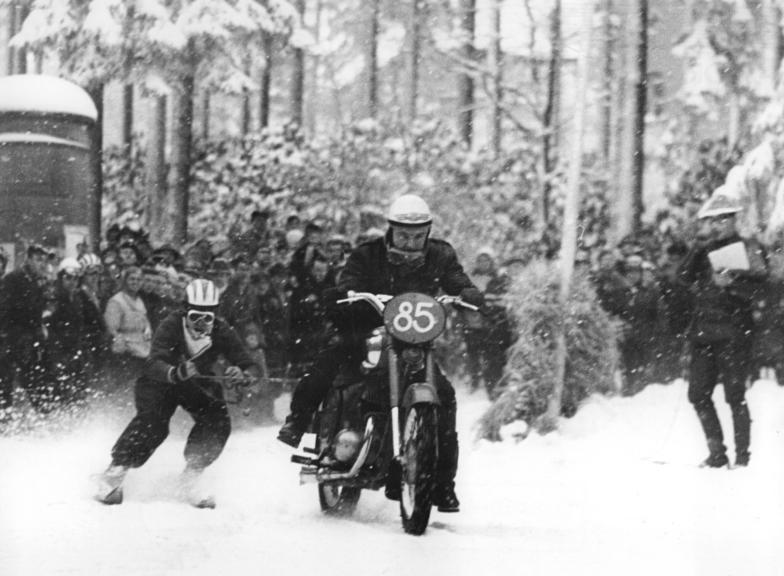
Esempio di skijöring motorizzato

Lo skijöring può svolgersi anche con una motoslitta o un altro piccolo veicolo a motore. Il veicolo e il conducente tirano uno sciatore in modo simile allo stile equestre, più adatto alle velocità più elevate di quanto non sia lo stile skijöring col cane.
Un'altra variante può essere di trainare gli sciatori dietro ad un gatto delle nevi come il Bandvagn 206. In questo caso anche più sciatori possono essere trainati sulla stessa corda. La corda viene passata attorno ai bastoncini da sci degli sciatori e da qui alla persona successiva in linea.